# Paliotto del Salvatore
Il Paliotto del Salvatore (Redentore benedicente tra i simboli degli evangelisti e storie della Vera Croce) è un dipinto a tempera e oro su tavola (98x198 cm) del Maestro di Tressa, datato 1215 e conservato nella Pinacoteca nazionale di Siena. La data, presente sulla cornice, ne fa la più antica opera documentata della scuola senese.

## Storia e descrizione
La tavola si trovava nella Badia Berardegna, ovvero nella chiesa dei Santi Salvatore e Alessandro a Castelnuovo Berardenga. Fu donato alla pinacoteca dal cardinale Antonio Felice Zondadari, arcivescovo di Siena.
La cornice superiore riporta l'iscrizione: "Anno D[omi]ni Millesimo CCXV: mense Novembri: hec tabula facta est".
Al centro mostra il Redentore benedicente entro una mandorla tra due angeli, con alcuni dettagli a rilievo ottenuti con la tecnica della pastiglia in gesso. Una teoria vuole tale tecnica resa popolare dopo l'arrivo in Italia, a Venezia, di icone metalliche saccheggiate a Costantinopoli nel 1204. Gli occhi del Cristo, interessati da cadute di colore, dovevano apparire in antico come quelli della Madonna dagli occhi grossi, già sull'altare maggiore del Duomo di Siena. Attorno ad esso, nei quattro angoli, si trovano i simboli degli evangelisti. Ai lati poi si vedono sei storie (tre per lato), con a sinistra l'esaltazione della Croce e a destra due lacunose storie di sant'Elena e il martirio di due santi, probabilmente Salvatore e Alessandro titolari della chiesa. 
Spicca il tessuto cromatico che attraverso l'uso di tinte in vivace contrasto semplifica la lettura delle scene, soprattutto nelle meglio conservate storie dell'Esaltazione. 
L'opera è stata messa in relazione con la Madonna dagli occhi grossi e la Madonna di Tressa nel corpus del Maestro di Tressa. Ne condivide infatti la solidità romanica, impreziosita da influssi bizantini. Si è anche parlato di una cultura "neocopta", derivata da elementi della cultura araba innestati su un substrato bizantino.